# Böyük Şor-sjön
Böyük Şor-sjön (azerbajdzjanska: Böyük Şor gölü, tidigare ryska: Бёюк-Шор: Bjojuk-Sjor) är en saltsjö i Azerbajdzjan.   Den ligger i distriktet Baku, i den östra delen av landet, 7 km norr om huvudstaden Baku. Arean är 11,7 kvadratkilometer.
Runt Böyük Şor-sjön är det i huvudsak tätbebyggt. Runt Böyük Şor-sjön är det tätbefolkat, med 982 invånare per kvadratkilometer.